# Brennilis
Brennilis (en bretó Brenniliz) és un municipi francès, situat a la regió de Bretanya, al departament de Finisterre. L'any 2006 tenia 439 habitants. En aquest municipi s'hi situa la Central Nuclear de Brennilis.

## Demografia
| 1962                                       | 1968 | 1975 | 1982 | 1990 | 1999 |
| ------------------------------------------ | ---- | ---- | ---- | ---- | ---- |
| 615                                        | 760  | 654  | 573  | 439  | 467  |
| Des de 1962: població sense dobles comptes |      |      |      |      |      |

## Administració
| Període   | Identitat         | Partit |
| --------- | ----------------- | ------ |
| 1962-1989 | Marcel Roygnan    |        |
| 1989-1994 | Olivier Herry     |        |
| 1995-2008 | Yves Corre        |        |
| 2008-     | Jean-Victor Gruat |        |